# Helictotrichon
Helictotrichon Besser, 1827 è un genere di piante angiosperme monocotiledoni appartenente alla famiglia Poaceae (o Gramineae, nom. cons.).

## Etimologia
Il nome del genere deriva da due parole greche "helictos" (= contorto) e "thrix" (= capelli) e fa riferimento alla parte terminale del lemma formata da reste attorcigliate.
Il nome scientifico di questo genere è stato proposto dal botanico austriaco Wilibald Swibert Joseph Gottlieb von Besser (Innsbruck, 7 luglio 1784 – Kremenec', 11 ottobre 1842)  nella pubblicazione "Mantissa in Volumen Tertium. Systematis Vegetabilium Caroli a Linne ex Editione Joan. Jac. Roemer" (Mant. 3 526 [326] - 1827) del 1827.

## Descrizione

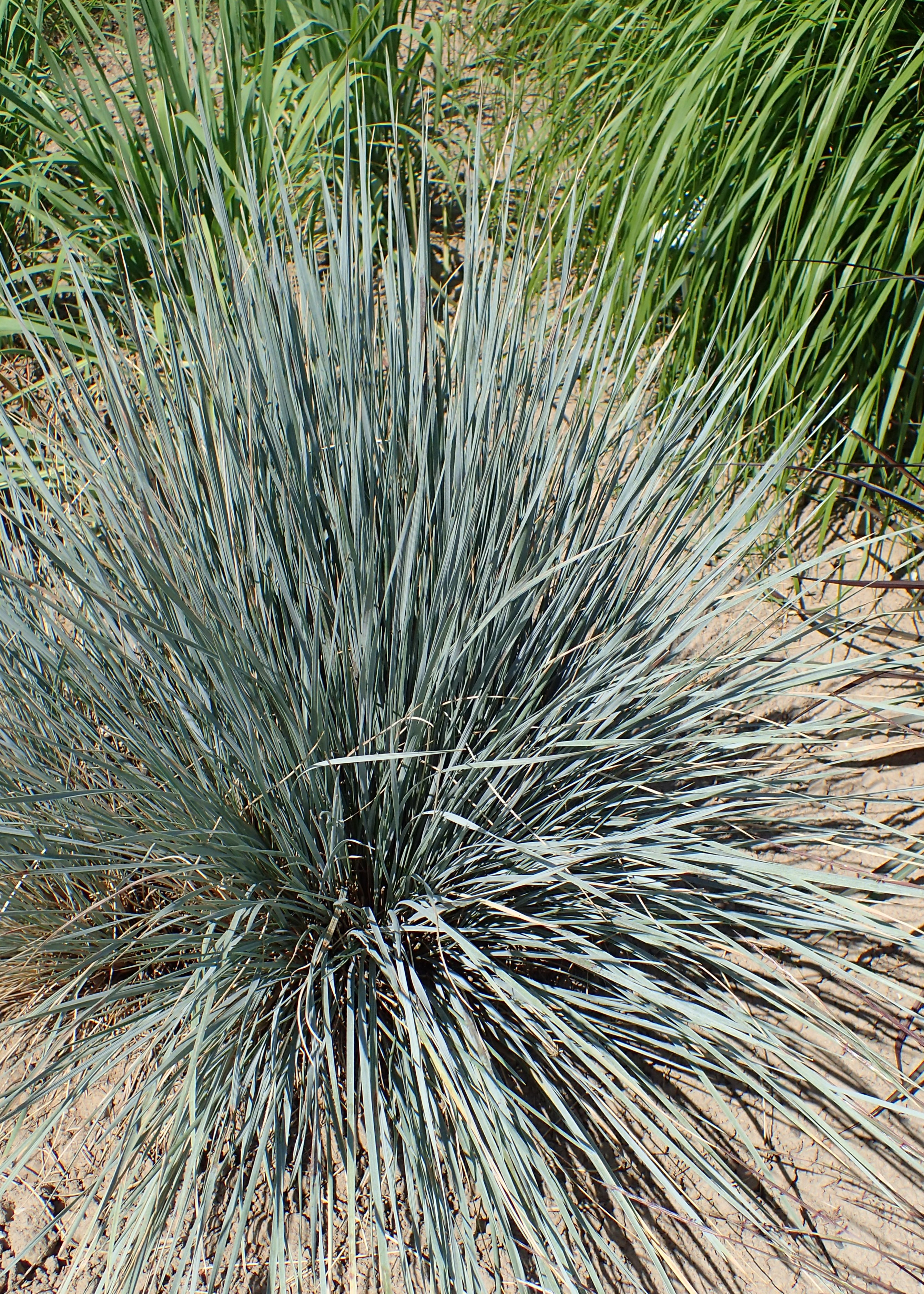
Il portamento
Helictotrichon parlatorei

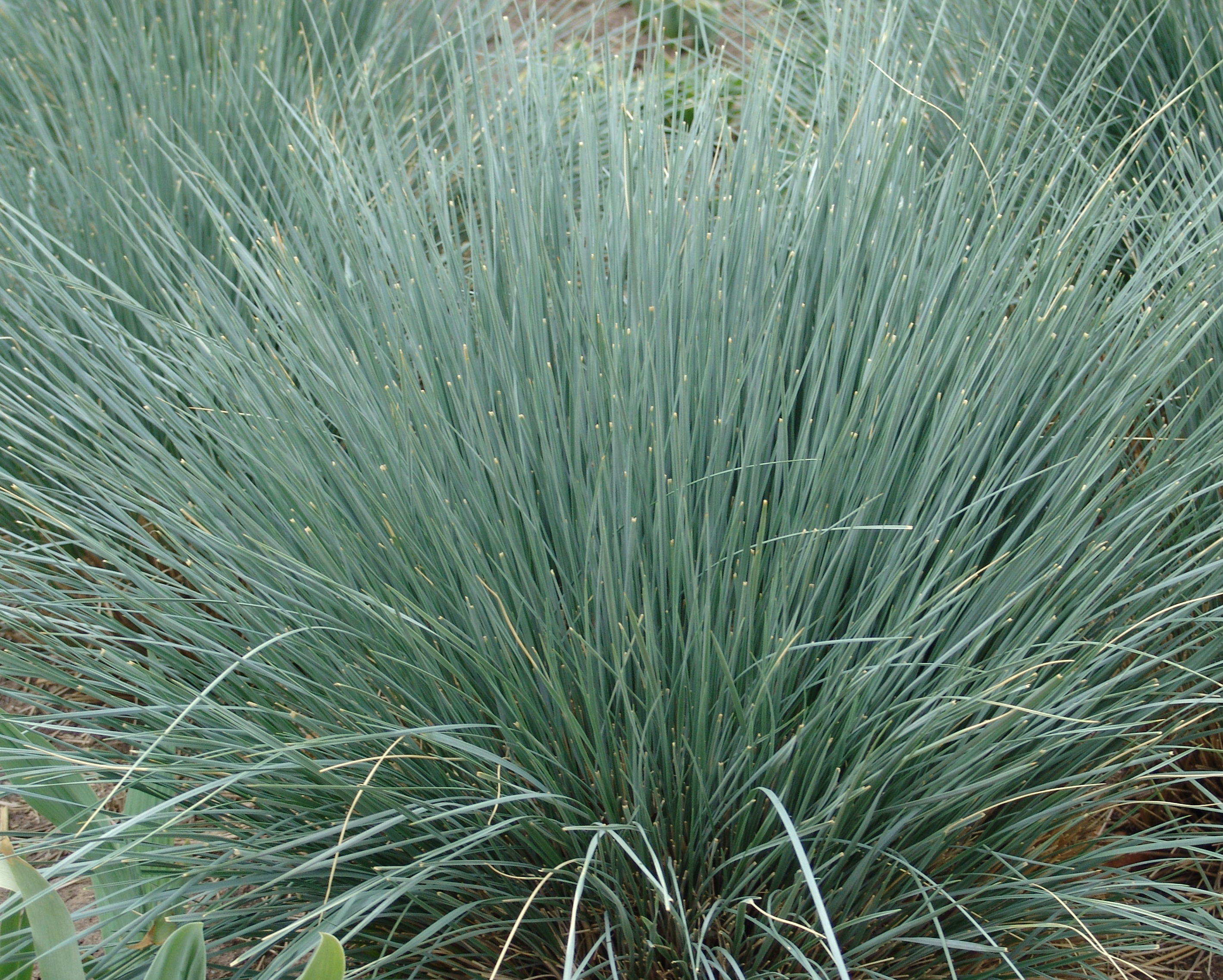
Le foglie
Helictotrichon sempervirens

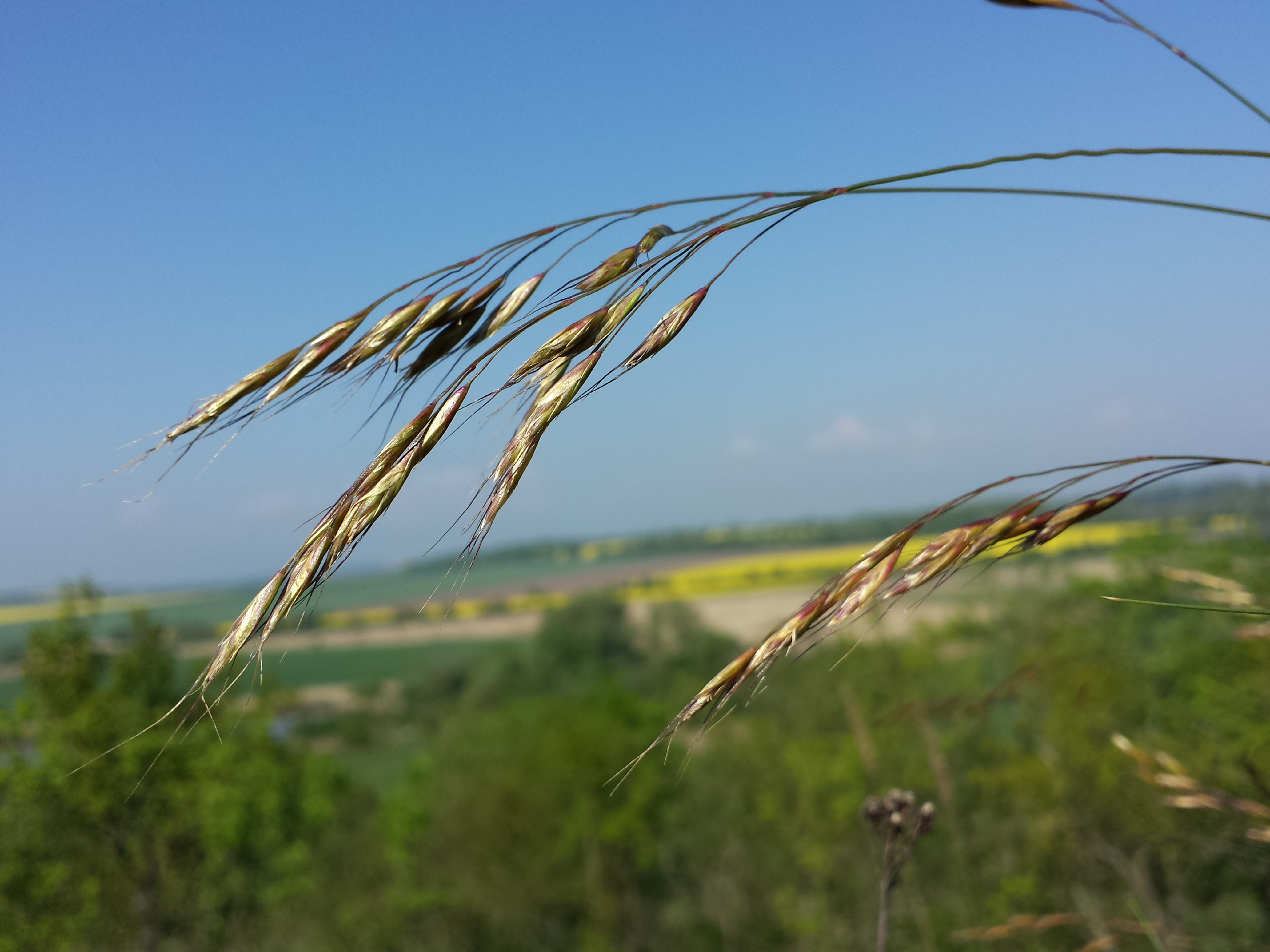
Infiorescenza
Helictotrichon desertorum

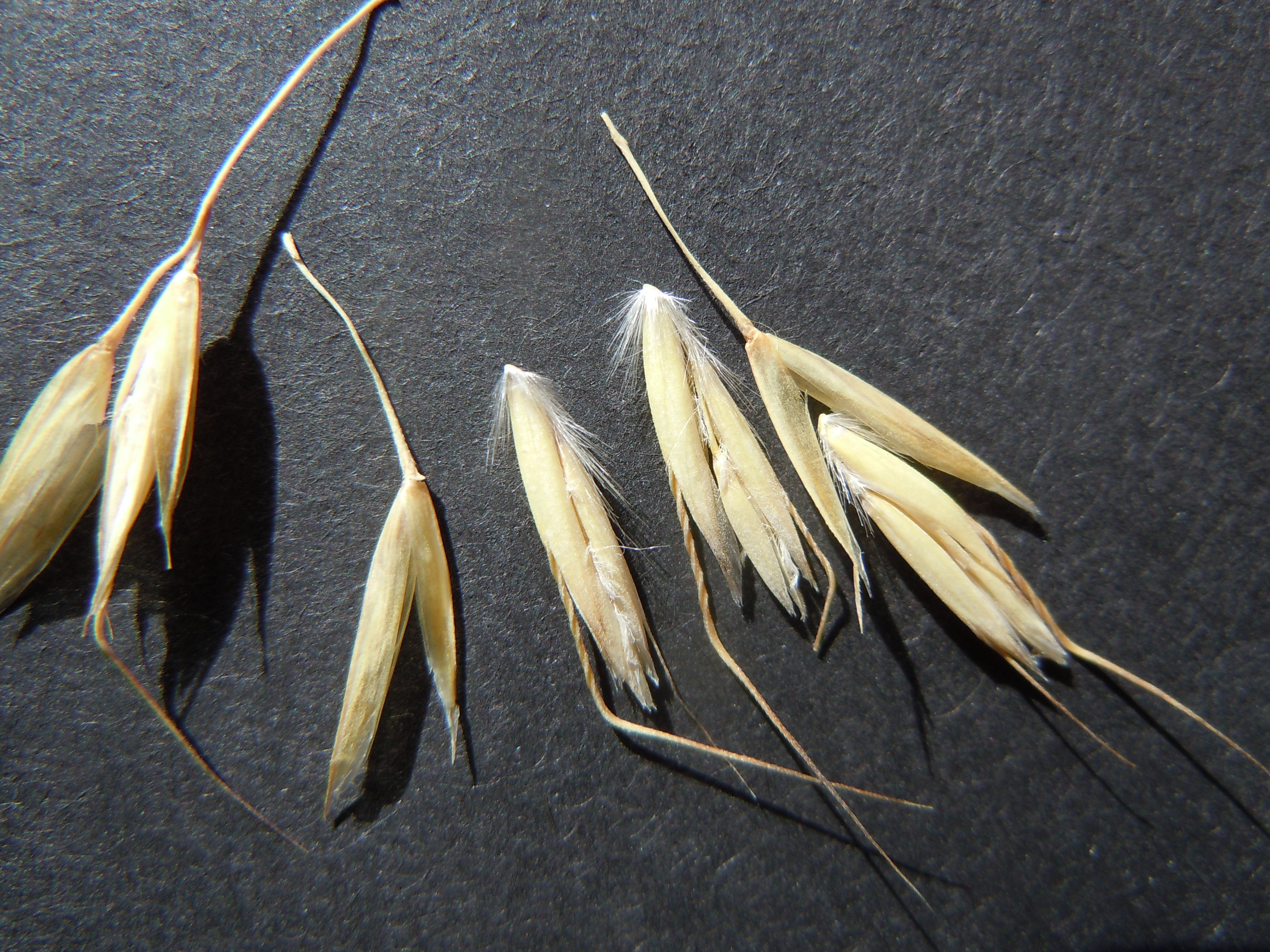
I fiori
Helictotrichon sempervirens

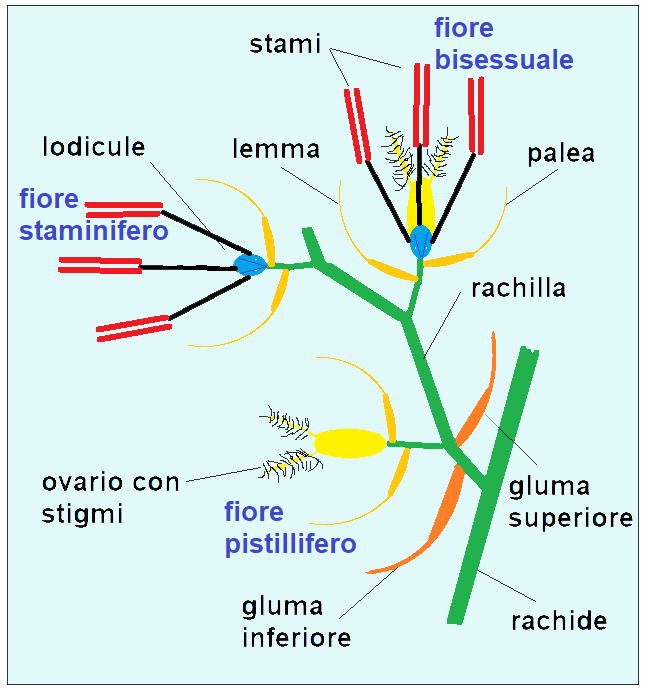
Spighetta generica con tre fiori diversi

Queste piante arrivano ad una altezza massima di 15 dm. La forma biologica è emicriptofita cespitosa (H caesp), sono piante erbacee, perenni, con gemme svernanti al livello del suolo e protette dalla lettiera o dalla neve e presentano ciuffi fitti di foglie che si dipartono dal suolo.

### Radici
Le radici sono fascicolate. Sono presenti dei brevi rizomi.

### Fusto
La parte aerea del fusto è composta da culmi formanti densi cespugli. I culmi sono robusti, ascendenti, incurvati nella parte apicale e ruvidi (i peli sono orientati verso l'alto). La base dei culmi è ricoperta dalle guaine morte compattate.

### Foglie
Le foglie lungo il culmo sono disposte in modo alterno, sono distiche e si originano dai vari nodi. Sono composte da una guaina, una ligula e una lamina. Le venature sono parallelinervie. 
- Guaina: la guaina è abbracciante il fusto e in genere è priva di auricole.
- Ligula: la ligula, acuta o tronca, è membranosa (a volte lacerata) e cigliata.
- Lamina: la lamina ha delle forme conduplicate o convolute e consistenza rigida. Raramente sono piane. La superficie della lamina è rigata.

### Infiorescenza
Infiorescenza principale (sinfiorescenza o semplicemente spiga): le infiorescenze hanno la forma di una pannocchia aperta, ampia a disegno piramidale e sono formate da diverse spighette (da 15 a 45). La fillotassi dell'inflorescenza inizialmente è a due livelli (o a due ranghi), anche se le successive ramificazioni la fa apparire a spirale.

### Spighetta
Infiorescenza secondaria (o spighetta): le spighette, dalle forme oblunghe e compresse lateralmente, sottese da due brattee distiche e strettamente sovrapposte chiamate glume (inferiore e superiore), sono formate da 2 - 8 fiori. Possono essere presenti dei fiori sterili; in questo caso sono in posizione distale rispetto a quelli fertili. Alla base di ogni fiore sono presenti due brattee: la palea e il lemma. La rachilla è pubescente. La rachilla è pelosa e in genere si disarticola sotto ogni fiore. Le spighette sono screziate di violaceo con riflessi ferruginei. 
- Glume: le glume, con forme lanceolate e apici acuti (o mucronati), avvolgono completamente i fiori (a volte sono più lunghe dei fiori). Possono essere ialine. Le venature sono da una a 5.
- Palea: la palea è un profillo lanceolato con alcune venature e margini cigliati.
- Lemma: il lemma, con forme lanceolate, all'apice è bi-dentato e termina con una lunga resta. La resta è scura ed è inserita dorsalmente oltre la metà verso l'apice; è inoltre cilindrica, ritorta e ginocchiata. Le venature sono da 5 a 7.

### Fiore
I fiori fertili sono attinomorfi formati da 3 verticilli: perianzio ridotto, androceo  e gineceo.
- Formula fiorale:[5]

*, P 2, A (1-)3(-6), G (2–3) supero, cariosside.
- Il perianzio è ridotto e formato da due lodicule, delle squame traslucide, poco visibili (forse relitto di un verticillo di 3 sepali). Le lodicule sono membranose e non vascolarizzate.
- L'androceo è composto da 3 stami ognuno con un breve filamento libero, una antera sagittata e due teche. Le antere sono basifisse con deiscenza da una fessura laterale longitudinale. Il polline è monoporato.
- Il gineceo è composto da 3-(2) carpelli connati formanti un ovario supero. L'ovario, pubescente dappertutto, ha un solo loculo con un solo ovulo subapicale (o quasi basale). L'ovulo è anfitropo e semianatropo e tenuinucellato o crassinucellato. Lo stilo è breve con due stigmi papillosi e distinti.

### Frutti
I frutti sono delle cariossidi, ossia piccoli chicchi indeiscenti, con forme ovoidali, nei quali il pericarpo è formato da una sottile parete che circonda il singolo seme. In particolare il pericarpo è fuso al seme ed è aderente. L'endocarpo non è indurito e l'ilo è lungo e lineare. L'embrione è provvisto di epiblasto; ha inoltre un solo cotiledone altamente modificato (scutello senza fessura) in posizione laterale. I margini embrionali della foglia non si sovrappongono. A volte l'endosperma è liquido.

## Biologia
Come gran parte delle Poaceae, le specie di questo genere si riproducono per impollinazione anemogama. Gli stigmi più o meno piumosi sono una caratteristica importante per catturare meglio il polline aereo. 
La dispersione dei semi avviene inizialmente a opera del vento (dispersione anemocora) e una volta giunti a terra grazie all'azione di insetti come le formiche (mirmecoria). In particolare i frutti di queste erbe possono sopravvivere al passaggio attraverso le budella dei mammiferi e possono essere trovati a germogliare nello sterco.

## Distribuzione e habitat
Le specie di questo genere sono distribuite nelle regioni temperate/calde del Mediterraneo, Europa, Africa e Asia.

### Specie della zona alpina
Delle 5 specie spontanee della flora italiana 4 vivono sull'arco alpino. La tabella seguente mette in evidenza alcuni dati relativi all'habitat, al substrato e alla distribuzione delle specie alpine.
| Specie | Comunità vegetali | Piani vegetazionali | Substrato  | pH     | Livello trofico | H2O   | Ambiente    | Zona alpina                           |
| --- | ----------------- | ------------------- | ---------- | ------ | --------------- | ----- | ----------- | ------------------------------------- |
| Helictotrichon parlatorei | 10                | alpino subalpino    | Ca         | basico | basso           | secco | F5          | tutto l'arco alpino con discontinuità |
| Helictotrichon sedenense | 10                | subalpino           | Ca - Ca/Si | basico | basso           | secco | C3 F2 F5    | IM CN TO                              |
| Helictotrichon sempervirens | 9                 | subalpino montano   | Ca - Ca/Si | basico | basso           | secco | C2 C3 F2 F5 | IM CN TO                              |
| Helictotrichon setaceum | 9                 | subalpino montano   | Ca         | basico | basso           | secco | C2 C4 F5    | CN                                    |
| Legenda e note alla tabella. Substrato: con “Ca/Si” si intendono rocce di carattere intermedio (calcari silicei e simili). Zona alpina: vengono prese in considerazione solo le zone alpine del territorio italiano (sono indicate le sigle delle province). Comunità vegetali: 9 = comunità a emicriptofite e camefite delle praterie rase magre secche; 10 = comunità delle praterie rase dei piani subalpino e alpino con dominanza di emicriptofite. Ambienti: C2 = rupi, muri e ripari sotto roccia; C3 = ghiaioni, morene e pietraie; C4 = campi solcati; F2 = praterie rase, prati e pascoli dal piano collinare al subalpino; F5 = praterie rase subalpine e alpine. |                   |                     |            |        |                 |       |             |                                       |

## Tassonomia
La famiglia delle Poacee comprende circa 800 generi e oltre 9.000 specie. È una delle famiglie più numerose e più importanti del gruppo delle monocotiledoni. La famiglia è suddivisa in 12 sottofamiglie, il genere Helictotrichon  fa parte della sottofamiglia Pooideae, tribù Poeae, sottotribù Aveninae.

### Specie
Elenco delle specie del genere (per quelle euro-mediterranee è indicata la distribuzione).
- Helictotrichon bosseri Renvoize, 2018
- Helictotrichon cantabricum (Lag.) Gervais, 1973 - Distribuzione: Spagna e Francia
- Helictotrichon convolutum (C.Presl) Henrard, 1940 - Distribuzione: Mediterraneo orientale (esclusa l'Africa)
- Helictotrichon cycladum (Rech.f. & T.C.Scheff.) Rech.f., 1943
- Helictotrichon decorum (Janka) Henrard, 1940 - Distribuzione: Romania
- Helictotrichon delavayi (Hack.) Henrard, 1940
- Helictotrichon desertorum (Less.) Pilg., 1938 - Distribuzione: Europa orientale
- Helictotrichon devesae Romero Zarco, 2007
- Helictotrichon fedtschenkoi (Hack.) Henrard, 1940
- Helictotrichon filifolium (Lag.) Henrard, 1940 - Distribuzione: Spagna e Magreb
- Helictotrichon hideoi (Honda) Ohwi, 1937
- Helictotrichon hissaricum (Roshev.) Henrard, 1940
- Helictotrichon krylovii (Pavlov) Henrard, 1940
- Helictotrichon leianthum (Keng) Ohwi, 1941
- Helictotrichon macrostachyum (Balansa & Durieu) Henrard, 1940 - Distribuzione: Magreb
- Helictotrichon mongolicum (Roshev.) Henrard, 1940
- Helictotrichon mortonianum (Scribn.) Henrard, 1940
- Helictotrichon murcicum Holub, 1977
- Helictotrichon parlatorei (J.Woods) Pilg., 1938 - Distribuzione: Alpi
- Helictotrichon petzense H.Melzer, 1968 - Distribuzione: Austria e Slovenia
- Helictotrichon planifolium (Willk.) Holub, 1974
- Helictotrichon polyneurum (Hook.f.) Henrard, 1940
- Helictotrichon sangilense Krasnob., 1977
- Helictotrichon sarracenorum (Gand.) Holub, 1959 - Distribuzione: Spagna
- Helictotrichon schmidii (Hook.f.) Henrard, 1940
- Helictotrichon sedenense (Clarion ex DC.) Holub, 1970 - Distribuzione: Mediterraneo occidentale
- Helictotrichon sempervirens (Vill.) Pilg., 1938 - Distribuzione: Alpi occidentali
- Helictotrichon setaceum (Vill.) Henrard, 1940 - Distribuzione: Alpi occidentali
- Helictotrichon sumatrense Ohwi, 1947
- Helictotrichon tianschanicum (Roshev.) Henrard, 1940
- Helictotrichon tibeticum (Roshev.) Keng f., 1957
- Helictotrichon turcomanicum Czopanov, 1970
- Helictotrichon uniyalii Kandwal & B.K.Gupta, 2010
- Helictotrichon yunnanense S.Wang & B.S.Sun, 1993

#### Specie spontanee italiane

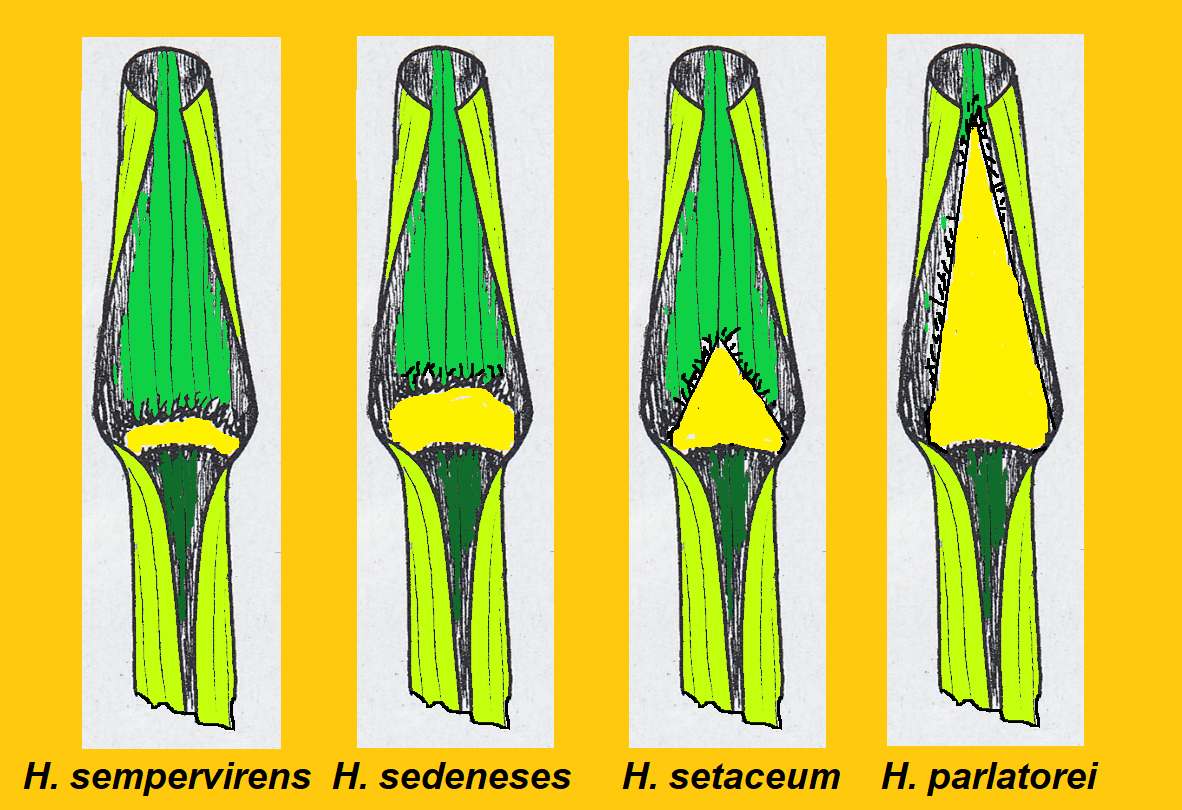
Ligula e guaina della foglia.

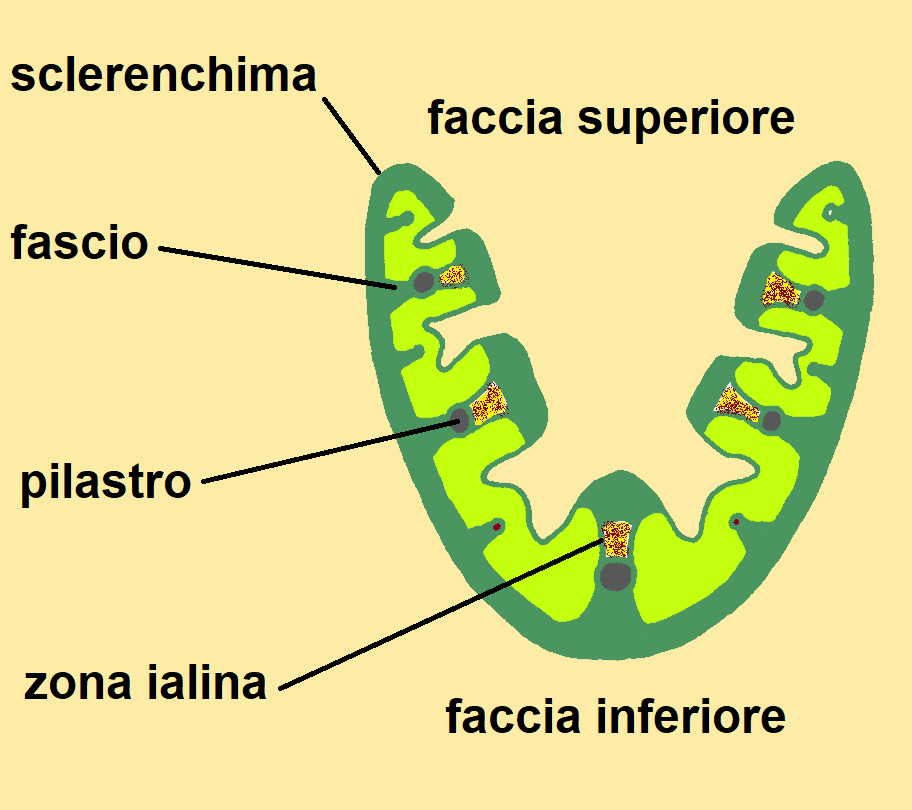
Sezione della foglia

Per meglio comprendere ed individuare le varie specie del genere (solamente per le specie spontanee della flora italiana) l’elenco seguente utilizza in parte il sistema delle chiavi analitiche (vengono cioè indicate solamente quelle caratteristiche utili a distingue una specie dall'altra).
- Gruppo 1A: la ligula è acuta ed è lunga 2 - 4 mm;

- Helictotrichon parlatorei (Woods) Pilg. - Avena di Parlatore: l'altezza della pianta è di 3 - 8 dm; il ciclo biologico è perenne; la forma biologica è emicriptofita cespitosa (H caesp); il tipo corologico è Endemico - Alpico; gli habitat tipici sono i pendii soleggiati e i pascoli sassosi; in Italia è una specie rara e la distribuzione sul territorio italiano è relativa al Nord fino ad una altitudine compresa tra 1.300 e 2.400 m s.l.m..

- Gruppo 1B: la ligula è tronca ed è molto breve (meno di 1 mm);

- Gruppo 2A: nelle foglie, in corrispondenza a ciascun fascio, lo sclerenchima forma un pilastro che congiunge le due facce; le guaine sono chiuse nella metà inferiore; la prefogliazione è convoluta;

- Helictotrichon sedenense (DC.) Holub - Avena montana: l'altezza della pianta è di 4 - 7 dm; il ciclo biologico è perenne; la forma biologica è emicriptofita cespitosa (H caesp); il tipo corologico è Orofita - Ovest Mediterraneo; gli habitat tipici sono i pascoli montani sassosi; in Italia è una specie rarissima e la distribuzione sul territorio italiano è relativa al Nord-Ovest fino ad una altitudine compresa tra 1.500 e 2.500 m s.l.m..

- Gruppo 2B: nelle foglie, in corrispondenza a ciascun fascio, lo sclerenchima forma un pilastro che congiunge le due facce e forma uno strato continuo sulla faccia inferiore; le guaine sono completamente aperte; la prefogliazione è conduplicata;

- Gruppo 3A: le spighette sono parzialmente avvolte dalle glume; nelle foglie i pilastri sclerenchimatici sono interrotti tra il fascio vascolare e la pagina superiore da una zona di cellule ialine; le guaine dissolte avvolgono la base dei culmi;

- Helictotrichon sempervirens (Vill.) Pilg. - Avena verdeggiante: il diametro della lamina delle foglie è di 0,9 - 1,5 mm; la superficie superiore delle foglie è scabra; nelle foglie sono presenti da 11 a 13 fasci vascolari; l'altezza della pianta è di 6 - 10 dm; il ciclo biologico è perenne; la forma biologica è emicriptofita cespitosa (H caesp); il tipo corologico è Endemico - Ovest Alpico; gli habitat tipici sono i pascoli aridi sassosi; in Italia è una specie rara e la distribuzione sul territorio italiano è relativa al Nord-Ovest fino ad una altitudine compresa tra 1.500 e 2.000 m s.l.m..
- Helictotrichon setaceum (Vill.) Henrard - Avena setacea: il diametro della lamina delle foglie è di 0,5 - 0,7 mm; la superficie superiore delle foglie è pelosa; nelle foglie sono presenti 7 fasci vascolari; l'altezza della pianta è di 3 - 5 dm; il ciclo biologico è perenne; la forma biologica è emicriptofita cespitosa (H caesp); il tipo corologico è Endemico - Ovest Alpico; gli habitat tipici sono i pascoli aridi sassosi; in Italia è una specie rara e la distribuzione sul territorio italiano è relativa al Nord-Ovest fino ad una altitudine compresa tra 1.500 e 2.400 m s.l.m..

- Gruppo 3B: le spighette sono completamente avvolte dalle glume; nelle foglie i pilastri sclerenchimatici sono continui; i culmi non sono inguainati;

- Helictotrichon convolutum (C. Presl) Henrard - Avena siciliana: l'altezza della pianta è di 5 - 7 dm; il ciclo biologico è perenne; la forma biologica è emicriptofita cespitosa (H caesp); il tipo corologico è Orofita - Nord Est Mediterraneo; gli habitat tipici sono i pascoli aridi sassosi; in Italia è una specie comune e la distribuzione sul territorio italiano è relativa alla Calabria e Sicilia fino ad una altitudine compresa tra 800 e 1.500 m s.l.m..

### Filogenesi
La sottotribù Aveninae fa parte della tribù Poeae Dumort., 1824 e quindi della supertribù Poodae L. Liu, 1980. All'interno della tribù, la sottotribù Aveninae appartiene al gruppo con le sequenze dei plastidi di tipo "Poeae" (definito "Poeae chloroplast groups 1" o anche "Plastid Group 1 (Poeae-type)").
All'interno delle Aveninae si individuano due subcladi. Helictotrichon si trova nel primo clade insieme ai generi Arrhenatherum e Avena. Questo genere tradizionalmente è rimasto parafiletico per lungo tempo; solamente con gli ultimi studi filogenetici è stato ridotto a due soli subgeneri: subg. Helictotrichon e subg. Tricholemma M. Ròser, passando così da un centinaio di specie ad una trentina.
Le seguenti sono sinapomorfie relative a tutta la sottofamiglie (Pooideae):
- la fillotassi dell'inflorescenza inizialmente è a due livelli;
- le spighette sono compresse lateralmente;
- i margini embrionali della foglia non si sovrappongono;
- l'embrione è privo della fessura scutellare.

Per il genere Helictotrichon è stata individuata la seguente sinapomorfia: l'ilo è lungamente lineare.
I numeri cromosomici delle specie di questo genere sono: 2n = 14, 28 e 42.